# Maria (Québec)
Pour les articles homonymes, voir Maria.
Maria est une municipalité canadienne du Québec, chef-lieu de la MRC d'Avignon, dans la région de la Gaspésie–Îles-de-la-Madeleine. Le recensement de 2016 y dénombre 2 615 habitants.

## Toponymie
Autrefois appelée Baie Sainte-Hélène, la municipalité est nommée en l'honneur de Maria Howard, fille de Thomas Howard et épouse de Guy Carleton.

## Histoire
La municipalité doit son nom à Guy Carleton, deuxième gouverneur anglais du Canada qui, en 1795, lui donne le nom de sa femme Lady Maria.

## Géographie
La rivière Verte traverse la municipalité du nord au sud-est pour se jeter dans la baie des Chaleurs.

### Hameaux
- Clapperton
- Gauvin
- Guité
- Maria-Ouest

## Démographie
| 1996  | 2001  | 2006  | 2011  | 2016  | 2021  |
| ----- | ----- | ----- | ----- | ----- | ----- |
| 2 581 | 2 458 | 2 401 | 2 536 | 2 615 | 2 760 |

## Administration
Les élections municipales se font en bloc pour le maire et les six conseillers.
| Maria Maires depuis 2003                                                                                             |                    |         |          |
| Élection | Maire              | Qualité | Résultat |
| 2003 | Michelle Landry    |         | Voir     |
| 2005 | Normand Audet      |         | Voir     |
| 2009 | Normand Audet      | Voir    |          |
| 2013 | Christian Leblanc  |         | Voir     |
| 2017 | Christian Leblanc  | Voir    |          |
| 2021 | Jean-Claude Landry |         | Voir     |
| Élection partielle en italique Depuis 2005, les élections sont simultanées dans toutes les municipalités québécoises |                    |         |          |